# Lavalette (Haute-Garonne)
Lavalette település Franciaországban, Haute-Garonne megyében. Lakosainak száma 798 fő (2022. január 1.). Lavalette Gragnague, Beaupuy, Drémil-Lafage, Gauré, Mondouzil, Mons, Saint-Marcel-Paulel és Saint-Pierre községekkel határos.

## Népesség
A település népességének változása:
| Lakosok száma | 355  | 503  | 531  | 618  | 686  | 727  | 738  | 759  | 773  | 798  |
|               | 1968 | 1982 | 1990 | 2006 | 2013 | 2015 | 2017 | 2019 | 2020 | 2022 |